# Deportivo San Pedro
Deportivo San Pedro Fútbol Club es un club de fútbol guatemalteco con sede en San Pedro Sacatepéquez del departamento de San Marcos y juega sus partidos de local de Primera División en el Estadio Municipal de San Pedro.

## Historia
Fue fundado en 1994 en la ciudad de San Pedro Sacatepéquez del departamento de San Marcos, pero tuvo sus orígenes en 1980 bajo el nombre de Atenas Fútbol Club.
Logró una de sus más destacadas actuaciones, tras llegar a las semifinales del Torneo Copa de Guatemala 2002, eliminando al equipo de la Universidad de San Carlos, y poco después cayendo ante el ya desaparecido Jalapa con un resultado de global de 5-3.
En 2012, los shecanos disputaron un amistoso frente al W Connection de la TT Pro League de Trinidad y Tobago, ya que este último se preparaba para jugar la Liga de Campeones de la Concacaf frente al Xelajú M.C. de Quetzaltenango.
Sin embargo en el año 2019, también participó en el Torneo de Copa de Guatemala 2018-19, llegando a la final de la mano del entrenador nacional Adrián Barrios, dejando en el camino a equipos de Liga Nacional como Siquinalá, Xelajú MC y derrotando en la semifinal a Cremas B, finalizando su participación como subcampeón siendo el resultado favorable para el club Cobán Imperial
Ha ganado 3 títulos a lo largo de su historia, el primero de ellos fue la Primera División del Apertura 2008 ganándole a la Universidad de San Carlos, club que seis años antes había eliminado del Torneo de Copa.
Más tarde en 2015, descendió a Segunda División y ganó uno de sus dos títulos de ese torneo contra el Deportivo Reu 4-2 en el Estadio San Miguel Petapa, luego logró el ascenso a Primera en el Estadio Pensativo ante Siquinalá donde ganó 1-0 el 12 de junio de 2016 y por mala administración el equipo, descendió nuevamente a Segunda y ese mismo año logró otro título de liga divisional contra el Deportivo Quiché 1-0 en el Estadio Mario Camposeco el 10 de diciembre de 2017.
En 2018 volvió a lograr el ascenso a Primera División ganando en el Mario Camposeco el 10 de junio contra Panajachel 5-1.
San Pedro logró el segundo lugar de la Copa de Guatemala en el torneo 2018-19 contra el CD Cobán Imperial perdiendo el partido de ida 1-2 y el de vuelta 2-0.
En 2024, asesinaron a su entrenador Julio Ariz Leiva antes del partido ante Club La Democracia, el entrenador fue atacado y disparado en un restaurante en Huehuetenango, pues el encuentro fue cancelado.No obstante el club le rindió homenaje póstumo al Julio Ariz Leiva quienes directivos, jugadores y aficionados de este club despidieron al técnico en el Estadio Municipal de San Pedro 
Después del asesinato de la persona ya dicha, presentaron a su nuevo director técnico, Milton Garcia, entrenador colombiano, quién se presentó esta mañana a dirigir su primer entrenamiento al Estadio Sampedrano. 
Pero semanas después de que asesinaran al entrenador anteriormente Julio Ariz Leiva, el presidente de Deportivo San Pedro, Dr. Estuardo González, dio declaraciones al respecto  y  da el motivo porque no quieren enfrentarse en Huehuetenango, La Democracia. "La decisión es no viajar a jugar a La Mesilla, ya que en esta ruta tenemos el lugar donde se dio el suceso donde perdió la vida el profesor Julio Leiva y obviamente todos los jugadores y cuerpo técnico que presenciaron ese momento, están muy afectados psicológicamente. Como junta directiva entendemos y decidimos en conjunto. Deportivo San Pedro es una familia”.

En abril de 2025, el entrenador colombiano Milton Miguel García Gutiérrez sufrió un derrame cerebral, del cual fue hospitalizado en el Hospital Nacional de San Marcos, recibió ayuda de todo el pueblo de San Pedro Sacatepéquez y de la Cabecera departamental para mejorar su estado de salud, teniendo como resultado, la rescision de contrato con el estratega colombiano, el 15 de mayo de 2025, fue presentado en su lugar por el nacional Erick Fernando González como nuevo timonel del cuadro shecano, recordando que González se gano el nombre de "El Rey de los ascensos" logrando varios ascensos con Marquense, Sacachispas y el desaparecido Deportivo Zacapa, a su vez González vino de renunciar del CSD Suchitepéquez tras su fracaso en el Clausura 2025 al quedar eliminado a manos del Deportivo Chiquimulilla, sin embargo los escándalos de corrupción, las luchas de poder, y las deudas que acarrea la institución, obligaron a que las negociaciones con González se fueran abajo, por lo que a raíz de que se celebraron nuevas elecciones a junta directiva, el lugar fue entregado para Edwin Vásquez, a petición de la directiva encabezada por Luis Fernando Orozco.

## Rivalidades
El máximo rival del equipo sampedrano es el Club Deportivo Marquense, con el cual protagoniza el llamado Clásico de San Marcos, tanto así que este duelo tiene su historia tanto deportiva como territorial.
Otra de sus principales rivalidades en los últimos años las ha tenido con el CSD Suchitepéquez de la ciudad de Mazatenango, ya que con los venados han disputado varios partidos frente al cuadro suchitepequense.

## Alianzas con impacto cultural
Los shecanos suelen tener alianza tanto deportiva como cultural con el Club Xelajú MC de la ciudad de Quetzaltenango, debido al impacto social y cultural entre ambos pueblos tanto de parte del cuadro shecano como de la misma institución altense.

## Presidentes
| Período       | Presidente                          |
| ------------- | ----------------------------------- |
| 2013 - 2014   | Ing. Aroldo Orozco                  |
| 2017 - 2021   | Dr. Ángel Estuardo González Fuentes |
| 2021-2023     | Luis Fernando Orozco López          |
| 2023-2025     | Dr. Ángel Estuardo González Fuentes |
| 2025-presente | Luis Fernando Orozco López          |

### Junta Directiva Actual
| Cargo            | Nombre                                 |
| ---------------- | -------------------------------------- |
| Presidente       | Luis Fernando Orozco López             |
| Vicepresidente   | Luis Fernando Fuentes Miranda          |
| Tesorero         | Esler Moises Cardona Flores            |
| Secretario       | Yeltsin Hector Josué Fuentes Cifuentes |
| Vocal I          | César Augusto del Carmen Flores        |
| Vocal II         | Pablo Ignacio Díaz Avila               |
| Vocal III        | Eliézer Osmany Miranda Orozco          |
| Vocal IV         | Eduardo Abraham Gómez Miranda          |
| Vocal V          | William Octavio Orozco Vásquez         |
| Director Técnico | Erick Fernando González Rodríguez      |

## Palmarés
Primera División de Guatemala
- Campeón: Apertura 2008

Segunda División de Guatemala
- Campeón: Apertura 2015 y Apertura 2017

Copa de Guatemala
- Subcampeón: 2018-19.